# П'єр Шевальє
П'єр Шеваль́є (фр. Pierre Chevalier) — французький військовий діяч і дипломат, радник королівського монетного двору середини XVII століття.
1646 року супроводжував загін сотника Богдана Хмельницького з 2400 українських козаків, які брали участь в облозі Дюнкерку проти іспанців.
Наприкінці 1640-х років — секретар французького посольства в Польщі.
Автор праці про Україну «Histoire de la Guerre des Cosaques contre la Pologne», написаної в 1653—1663 рр. Вона складається з «Розвідки про землі, звичаї, спосіб правління, походження та релігію козаків», «Розвідки про перекопських татар» та «Історії війни козаків проти Польщі». Ця праця з'явилася 1663 року, перевидана в 1668 і 1852 рр. французькою, 1672 — англійською та 1960 — українською мовами.
У праці «Розвідка про землі, звичаї, управління, походження та релігію козаків» П'єр Шевальє розглядає український народ як окремий і не ототожнює «козаків», «русинів», «людей руських» з «московитами».
Крім власних спостережень, Шевальє використав працю Боплана «Description de l'Ukraine» (1650) і праці польських сучасних істориків.
Працею Шевальє користувалися П. Симоновський, Д. Бантиш-Каменський та ін.
Книга Шевальє є цінним джерелом до історії й етнографії України XVII ст., особливо доби Хмельниччини.